# Afroguyanesos
Els afroguyanesos són els afroamericans de Guyana, que tenen avantpassats d'Àfrica Subsahariana i que van ser portats a la Guyana britànica per a treballar com a esclaus sobretot a ingenis sucrers.
Després de l'abolició de l'esclavitud a les colònies britàniques, els afroguyanesos van formar petites comunitats en les que vivien en comú. Quan van aconseguir la llibertat, no se'ls van atorgar terres com a compensació el treball que havien fet i això fou la llavor de futures tensions ètniques. Quan els terratinents podien utilitzaren a indis com a treballadors no remunerats a finals del segle xix en lloc de donar feina als antics esclaus que s'havien emancipat anys enrere. Això va donar lloc a tensions interètniques.
A principis del segle xx la majoria de la població urbana del país eren afroguyanesos. Molts dels que vivien als pobles havien emigrat a les ciutats per a buscar-hi treball. Fins a la dècada de 1930, els afroguyanesos, sobretot els mulats eren el principal grup de professionals que no eren d'origen europeu. Però durant aquesta època, degut al reforç del racisme de les autoritats colonials, hi va començar a haver molts indis que van assolir la classe mitjana i van començar a competir amb els afroguyanesos per als treballs professionals.

## Història
La Companyia Holandesa de les Índies Occidentals va tenir un paper molt actiu en la importació d'esclaus africans que van esdevenir elements claus de l'economia colonial. A la dècada del 1660 hi havia uns 2.500 esclaus a Guyana, on encara hi vivien uns 50.000 amerindis, la majoria dels quals havien fugit cap al rerepaís. Tot i que els esclaus africans eren considerats un element essencial en l'economia colonial, les seves condicions de treball eren brutals. Tenien un índex de mortalitat molt elevat i les males condicions en les que vivien van provocar més d'una dotzena de revoltes.
La revolta esclavista més famosa de Guyana fou l'Aixecament d'esclaus de Berbice (iniciada el 23 de febrer de 1763) protagonitzada sobretot per coromantins. Aquest aixecament va succeir en dues plantacions que hi havia al riu Canje, a Berbice, on els esclaus revoltats van assolir el control de la zona. Com que les plantacions van caure en les mans dels esclaus, els europeus van fugir i només van romandre al país la meitat dels colons europeus que hi vivien. Hi va haver uns 3.000 afrodescendents revoltats que estaven liderats per Cuffy (personatge que en l'actualitat és considerat heroi nacional de Guyana) i que van fer trontollar el control de les Guaianes per part dels europeus. Els combatents alliberats foren vençuts per les tropes de les colònies franceses i britàniques veïnes els reforços que van arribar d'Europa.
Amb l'abolició de l'esclavitud, les condicions de vida dels afroguyanesos van variar radicalment. Tot i que el comerç d'esclaus fou prohibit a l'Imperi Britànic el 1807, l'esclavitud va continuar sent permesa durant més anys. A la Revolta de Demerara de 1823 entre 10 i 13.000 esclaus es van aixecar contra els seus propietaris a la colònia de Demerara-Essequivo. Tot i que la revolta fou aixafada fàcilment,, en el moment de l'abolició encara continuava viva (1838).
L'abolició de l'esclavitud va tenir diverses conseqüències. La més significativa fou que molts antics esclaus van anar-se'n ràpidament de les plantacions. Alguns van emigrar cap a les ciutats al considerar que el treball agrícola era degradant i contradictori amb la llibertat. Alguns van abandonar els seus antics propietaris i van crear les seves pròpies comunitats reunint recursos per a comprar les finques abandonades. L'establiment de petits pobles va fer que les noves comunitats afroguyaneses tinguessin una oportunitat per a créixer i comerciar amb productes agraris. Això fou una extensió de l'antiga pràctica en la que els esclaus havien pogut quedar-se amb els diners que provenien de la venda de productes sobrants. Però el poder polític dels hisendats es va veure amenaçat pel sorgiment d'una classe camperola de mentalitat independent perquè ja no controlaven el monopoli de l'activitat econòmica de la colònia.
L'emancipació també va provocar la introducció de nous grups ètnics i culturals a Guyana. L'abandonament de les tasques agrícoles dels afroguyanesos va provocar una escassetat de mà d'obra. Durant el segle xix hi va haver diversos intents fallits d'atraure treballadors portuguesos de Madeira que no van reeixir. Aquests portuguesos no van treballar al camp i van ocupar-se en petits negocis independents i van esdevenir competidors de la nova classe mitjana afroguyanesa. Posteriorment es van importar treballadors indis per a treballar la terra.

## Afroguyanesos notables
- Akara, líder de la revolta d'esclaus de Berbice a la plantació de Lilienburg
- John Agard, dramaturg, poeta i escriptor de llibres infantils.[6][7]
- Terrence Alli, antic boxejador professional.[8]
- Cliff Anderson, antic boxejador professional.[9]
- Forbes Burnham, President de Guyana, entre 1980 i 1985.
- Basil Butcher, antic jugador de criquet.
- Ashton Chase, polític i jurista.
- Hubert Nathaniel Critchlow, pare del Moviment obrer a la Guyana anglesa.
- Colin Croft, antic jugador de criquet.
- Cuffy, líder de la revolta d'esclaus de Berbice a la plantació de Lilienburg
- Damon, líder de la revolta d'Essequibo
- Adrian Dutchin, músic de soca i membre del duet musical X2.
- Roy Fredericks, antic jugador professional de criquet.
- Lance Gibbs, antic jugador professional de criquet.
- Jack Gladstone, líder de la revolta de Demerara de 1821.
- Eddy Grant, músic.
- Ebanie, popular musician.
- Roger Harper, antic jugador i entrenador de criquet.
- Wesley Holder, activista polític instal·lat a Brooklyn, Nova York.
- Desmond Hoyte, President de Guyana entre 1985 i 1992.
- Sam Hinds, antic president i primer ministre de Guyana.
- Carl Hooper, antic jugador de criquet.
- Ezekiel Jackson, lluitador professional (nom real, Rycklon Stephens) que ha actuat a World Wrestling Entertainment i arribà a la final del campionat ECW.
- Colin Klass, President de la Federació de Futbol de Guyana
- Eusi Kwayana, polític.
- Clayton Lambert, jugador de criquet.
- Lincoln Lewis, líder sindical.
- Clive Lloyd, antic jugador de criquet.
- P. Reign, rapper canadenc.
- Quamina, líder de la Revolta d'esclaus de Demerara de 1823.
- Red Cafe, rapper estatunidenc.
- Ptolemy Reid, antic Primer Ministre de Guyana
- Walter Rodney, historiador i activista polític.
- Dr. Frederick Hilborn Talbot, historiador especialitzat en afroamèrica i ambaixador.
- George W. S. Talbot, Ambaixador de Guyana a les Nacions Unides.
- Dr. David Abner Talbot, antic assessor de Haile Selassie, periodista i escriptor.
- Dr. David Patterson Talbot, bisbe
- Dr. David Arlington Talbot, professor emèrit, primer professor negre de la Teas A&M University.

## Persones notables amb avantpassats afroguyanesos
- Red Cafe, rapper de Brooklyn.
- Deborah Cox, actriu i cantant de Ryth & Blues canadenca.
- Jason David, jugador de futbol americà canadenc.
- Peter Davison, actor en el paper de Doctor a Doctor Who. El seu pare és guyanès mulat.
- JDiggz, rapper canadenc de mare guyanesa.
- Melanie Fiona, cantant de Ryth & Blues canadenc.
- Eddy Grant, músic de reggae britànic.
- Leona Lewis, cantant britànic amb pare afroguyanès.[10][11]
- Ebanie, cantant estatunidenc.
- Kasey, cantant estatunidenc.
- Derek Luke, actor estatunidenc.
- Maestro, actor i rapper canadenc.
- Nicole Narain, model de Playboy model.
- Trevor Phillips, polític britànic.
- Rihanna, cantant de Barbados amb mare afroguyanesa.[12][13]
- Saukrates, cantant de rap canadenc.
- Simone Denny, cantant i antic líder del conjunt musical, Love Inc.
- Eon Sinclair, baixista de la banda musical canadenca Bedouin Soundclash
- Sean Patrick Thomas, actor
- Phil Lynott, líder de la banda de rock Thin Lizzy, amb pare afroguyanès.[14]